# Molophilus idiostylus
Molophilus idiostylus är en tvåvingeart som beskrevs av Alexander 1969. Molophilus idiostylus ingår i släktet Molophilus och familjen småharkrankar. Inga underarter finns listade i Catalogue of Life.